# Juan Rodríguez Cabrillo
Juan Rodríguez Cabrillo (portoghese: João Rodrigues Cabrilho; 1499 – São Miguel, 3 gennaio 1543) è stato un esploratore portoghese (anche se una minoranza di storici sostiene che fosse spagnolo), noto per la sua esplorazione della costa ovest del Nord America mentre navigava per la Spagna.
Cabrillo fu il primo esploratore europeo a navigare lungo le coste di quella che oggi è la California. Egli inoltre aiutò a fondare la città di Oaxaca, in Messico.

## Biografia
Poco si conosce sui primi anni della sua vita. La sua nazionalità venne attribuita dal cronista contemporaneo spagnolo Antonio de Herrera y Tordesillas, che nella sua Historia General de los hechos de los Castellanos en las Islas y tierra firme del Mar Oceano, si riferì a Cabrillo come Juan Rodríguez Cabrillo Português. Per questo motivo molti biografi lo descrivono come portoghese. Lo storico Harry Kelsey, nella sua esaustiva biografia João Rodrigues Cabrillo, scrive che Cabrillo sembra sia nato in Spagna, "probably in Seville, but perhaps in Cuéllar [curiously, hometown of Antonio de Herrera]." La sua data di nascita è sconosciuta ma alcuni eventi della vita di Cabrillo portano Kelsey a credere che egli sia nato in una famiglia di modeste origini intorno al 1498 - 1500 e che successivamente lavorò presso una famiglia importante di Siviglia.

## I suoi viaggi
Rodrigues Cabrillo partì per L'Avana come mozzo e si unì all'esercito di Hernán Cortés in Messico. Successivamente, le sue capacità imprenditoriali gli consentirono di inserirsi nella ricerca dell'oro in Guatemala, facendolo diventare uno dei più ricchi conquistatori del Messico.
Nel 1539, Francisco de Ulloa che aveva avuto l'incarico da Hernán Cortés, scoprì il Golfo della California, giungendo a nord fino al lontano 28º parallelo. Cabrillo fu incaricato dal viceré della Nuova Spagna, Antonio de Mendoza, di guidare una spedizione sulla Costa del Pacifico alla ricerca delle opportunità commerciali, forse trovando un modo di raggiungere la Cina o trovare il mitico Passaggio a nord-ovest connettendo l'Oceano Pacifico con la Baia di Hudson. Cabrillo, che aveva avviato la sua attività lavorativa come apprendista di un costruttore navale, costruì e possedette la nave ammiraglia delle sue spedizioni (due o tre navi) e riuscì a ottenere grandi profitti da ogni tipo di commercio.

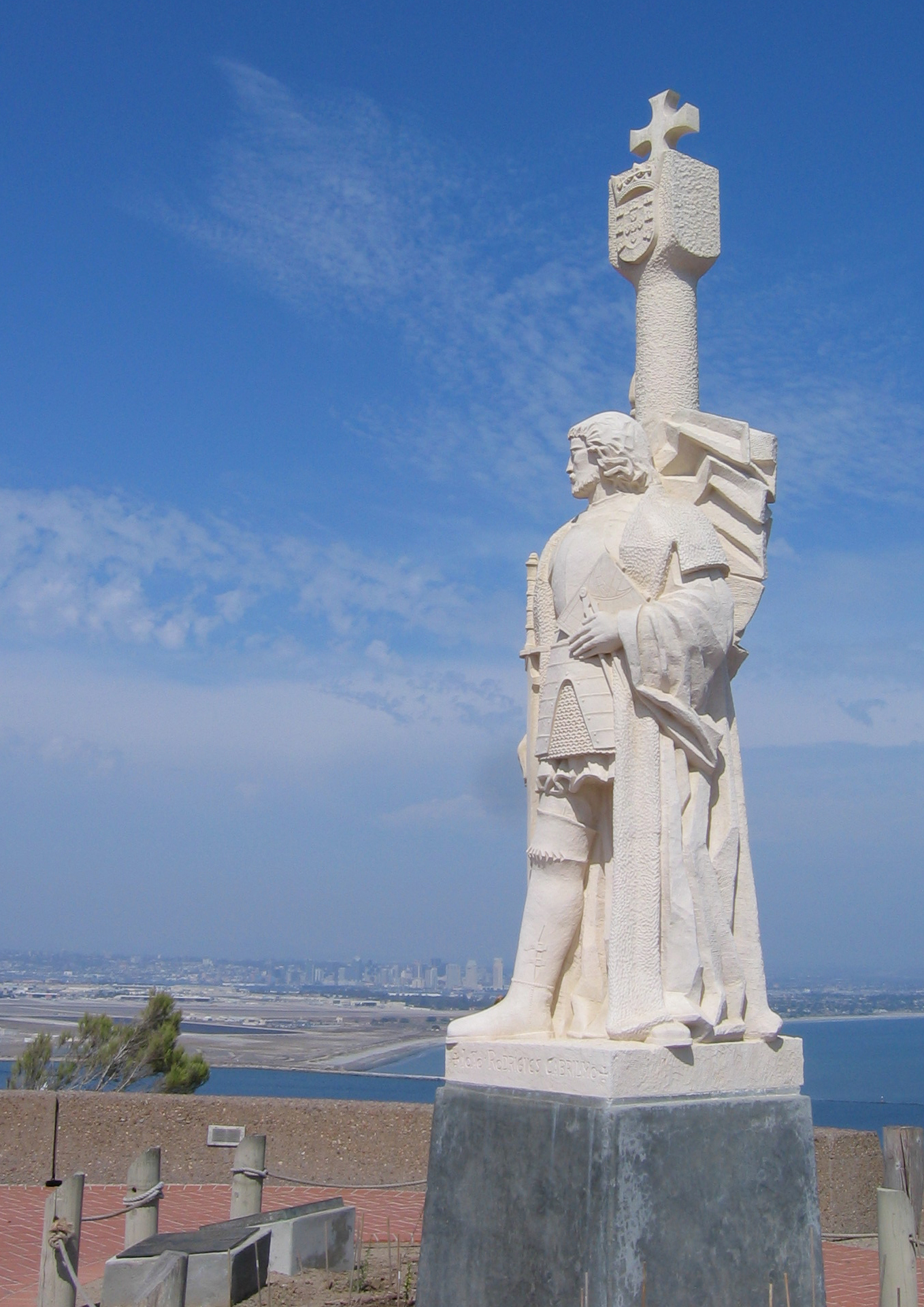
Il Monumento a Cabrillo a San Diego, California

Il 27 giugno 1542, Cabrillo partì da Navidad (ora Acapulco) in Nuova Spagna ed il 28 settembre 1542 sbarcò in quella che ora è San Diego e la chiamò "San Miguel". Risalendo la costa, lui navigò attraverso il Canale di santa Barbara e doppiò la Punta Conception, dirigendosi verso nord fino a quando le prime tempeste autunnali non lo costrinsero a ritornare. Ma sembra che nella sua esplorazione abbia mancato di esplorare il Golden Gate, la baia di San Francisco e quella di Monterey.
Il 23 novembre 1542, la piccola flotta raggiunse San Salvador (Isola di santa Catalina) per riparare durante la stagione invernale. Lì Cabrillo, uscito della sua nave, si scheggiò la cresta tibiale quando inciampò su una pietra frastagliata. La ferita sviluppò una gangrena e egli morì il 3 gennaio 1543. Dopo la sua sepoltura, il suo comandante in seconda riportò la flottiglia a Navidad dove arrivarono il 4 aprile 1543.
Il resoconto dettagliato della spedizione di Cabrillo andò perduto; tutto ciò che rimane dell'impresa è il rapporto di un altro esploratore, Andrés de Urdaneta che aveva accesso alle carte di bordo. Nessun resoconto scritto del viaggio apparve prima di quanto scritto dallo storico Antonio de Herrera nei primi anni del XVII secolo. Il mistero finale su Cabrillo è il luogo della sua sepoltura. Egli morì lungo la costa della California meridionale ma il suo luogo di sepoltura è ignoto: Isola di santa Catalina, Isola di San Miguel e Isola di Santa Rosa sono i luoghi possibili.

## L'eredità
Anche se le sue scoperte non furono adeguatamente divulgate a suo tempo, nessun nome dei luoghi da lui scoperti venne adottato permanentemente ed egli non fondò alcun insediamento lungo la costa. Cabrillo viene oggi ricordato come il primo europeo che viaggiò lungo la costa della California e molte strade ed edifici pubblici in California, portano il suo nome. Un esempio è l'Università di Cabrillo ad Aptos in California. Un altro esempio è dato dall'Autostrada del Pacifico che attraversa il Grande Sur. A San Diego, il National Park Service costruì un monumento, il Cabrillo National Monument, che è posto di fronte alla baia, commemorativo del primo sbarco in California. A Santa Barbara lo scenico viale Cabrillo è costruito lungo la costa ed attraversa la parte orientale della città. Anche due licei sono intitolati al suo nome a Lompoc e Long Beach entrambi in California oltre che a una scuola a Malibù vicino a Los Angeles.
Nel 1992, il servizio postale degli Stati Uniti emise un francobollo a commemorazione di Cabrillo.
Nello stato della California, il 28 settembre è ufficialmente il "Cabrillo Day".